# Podopterotegaeus tectus
Podopterotegaeus tectus är en kvalsterart som beskrevs av Aoki 1969. Podopterotegaeus tectus ingår i släktet Podopterotegaeus och familjen Podopterotegaeidae. Inga underarter finns listade i Catalogue of Life.